# Prancer
Pour plus de détails, voir Fiche technique et Distribution.
Prancer est un film de Noël américano-canadien réalisé par John D. Hancock, sorti en 1989.

## Synopsis
Une petite fille rencontre un des rennes du Père-Noël : Prancer. Elle s’attache grandement à ce renne, mais son père n’accepte pas ça. Il décide donc d’amener Prancer loin de la maison, ce qui rend malheureuse la jeune fille. Elle finit donc par aller voir son renne préféré, et essaie de le libérer.

## Fiche technique
- Titre : Prancer
- Réalisation : John D. Hancock
- Scénario : Greg Taylor
- Photographie : Misha Suslov
- Musique : Maurice Jarre
- Pays d'origine : États-Unis - Canada
- Genre : drame
- Date de sortie : 1989

## Distribution
- Sam Elliott : John Riggs
- Cloris Leachman : Mme McFarland
- Rutanya Alda : Tante Sarah
- Abe Vigoda : Orel Benton
- Michael Constantine : Mr. Stewart / Santa
- Rebecca Harrell Tickell : Jessica Riggs
- John Duda : Steve Riggs
- Ariana Richards : Carol Wetherby
- Mark Rolston : Herb Drier
- Johnny Galecki : Billy Quinn
- Jesse Bradford : un figurant